# 索普反应
索普反应（Thorpe反应）是脂肪腈在碱催化下自身缩合生成烯胺的反应。 它由Jocelyn Field Thorpe首先发现。机理是碱作用下α-去质子的腈对另一分子腈的氰基的亲核加成。

## Thorpe-Ziegler反应
二腈发生的分子内Thorpe反应也称作Thorpe-Ziegler反应（索普-齐格勒反应）。水解产物是α-氰基酮，继续水解得到β-酮酸，脱羧生成环酮。 它是卡尔·齐格勒对Thorpe反应的改进， 与二酯的Dieckmann缩合反应有些相似。